# DAF AS2000 DO

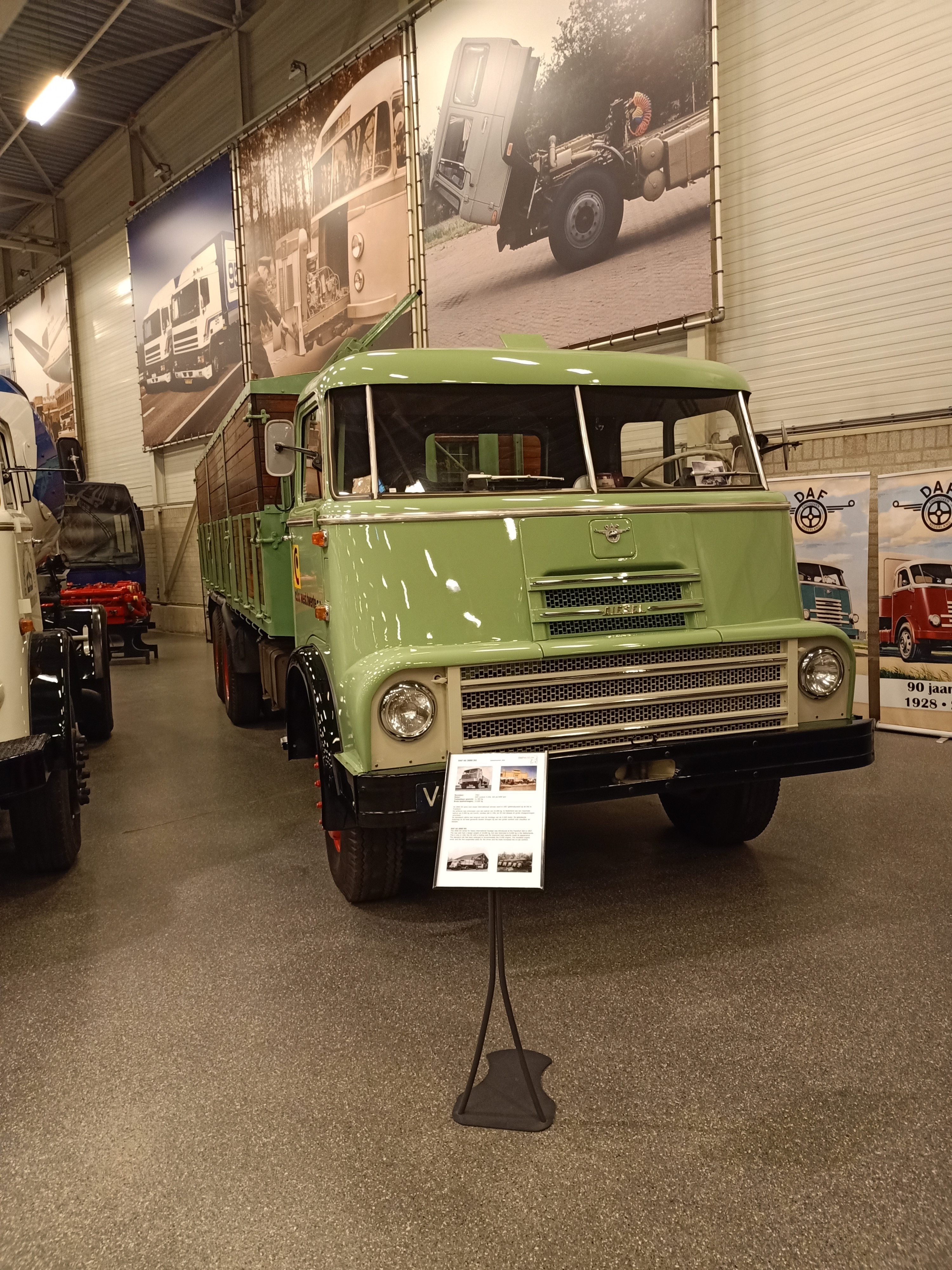
DAF AS2000 DO, bouwjaar 1957?

De DAF AS2000 DO is een vrachtauto die vanaf 1957 werd geproduceerd door de Nederlandse fabrikant DAF. Later volgden andere modellen op basis van de 2000 DO: De DAF AS2200DO en DAF AS2400DP. 
De 2000 DO-serie voor zwaar internationaal vervoer werd in 1957 geïntroduceerd op de IAA in Frankfurt. De achteras was ontworpen voor een asdruk van 10.000 kg. In Nederland was een maximale asdruk van 8000 kg van kracht, vandaar dat in 1961 de AS met sleepas en groter draagvermogen verscheen.
De standaard cabine was vergroot voor de montage van de 0.650 motor. De geïsoleerde motorkap en de twee geveerde stoelen droegen bij aan een groter comfort voor chauffeur en bijrijder.

## Specificaties
- Type motor: DAF Leyland, 0.650
- Vermogen: 165 pk bij 2000 tpm
- Toelaatbaar gewicht: 21.400 kg
- Bruto laadvermogen: 14.600 kg